# Čečavački Vučjak
Čečavački Vučjak is een plaats in de gemeente Brestovac in de Kroatische provincie Požega-Slavonië. De plaats telt 4 inwoners (2001).